# محوطه چاویز
محوطه چاویز مربوط به دوره ساسانیان است و در شهرستان ایلام، بخش سیوان،دهستان میش خاص، ۶۰۰ متری شمال روستای چاویز واقع شده و این اثر در تاریخ ۲۶ اسفند ۱۳۸۶ با شمارهٔ ثبت ۲۲۱۴۵ به‌عنوان یکی از آثار ملی ایران به ثبت رسیده‌است.